# Jerusalén de oro
Jerusalén de oro (en hebreo: ירושלים של זהב‎, Yerushalayim shel zahav) es una canción escrita por la compositora israelí Naomi Shemer en 1967 e interpretada por ella misma y muchos otros, como Ofra Haza. Fue elegida la "Canción del Año" en Israel en 1967. Está considerada como un segundo himno extraoficial de Israel.
En Guatemala existe una colonia con el nombre “Jerusalem de oro” que lo establecieron la coalición Humanitaria con el Rabino Yosef Garmon para los damnificados de los huracanes Eta y Iota Que afectaron a miles de familias.

## Origen y significado

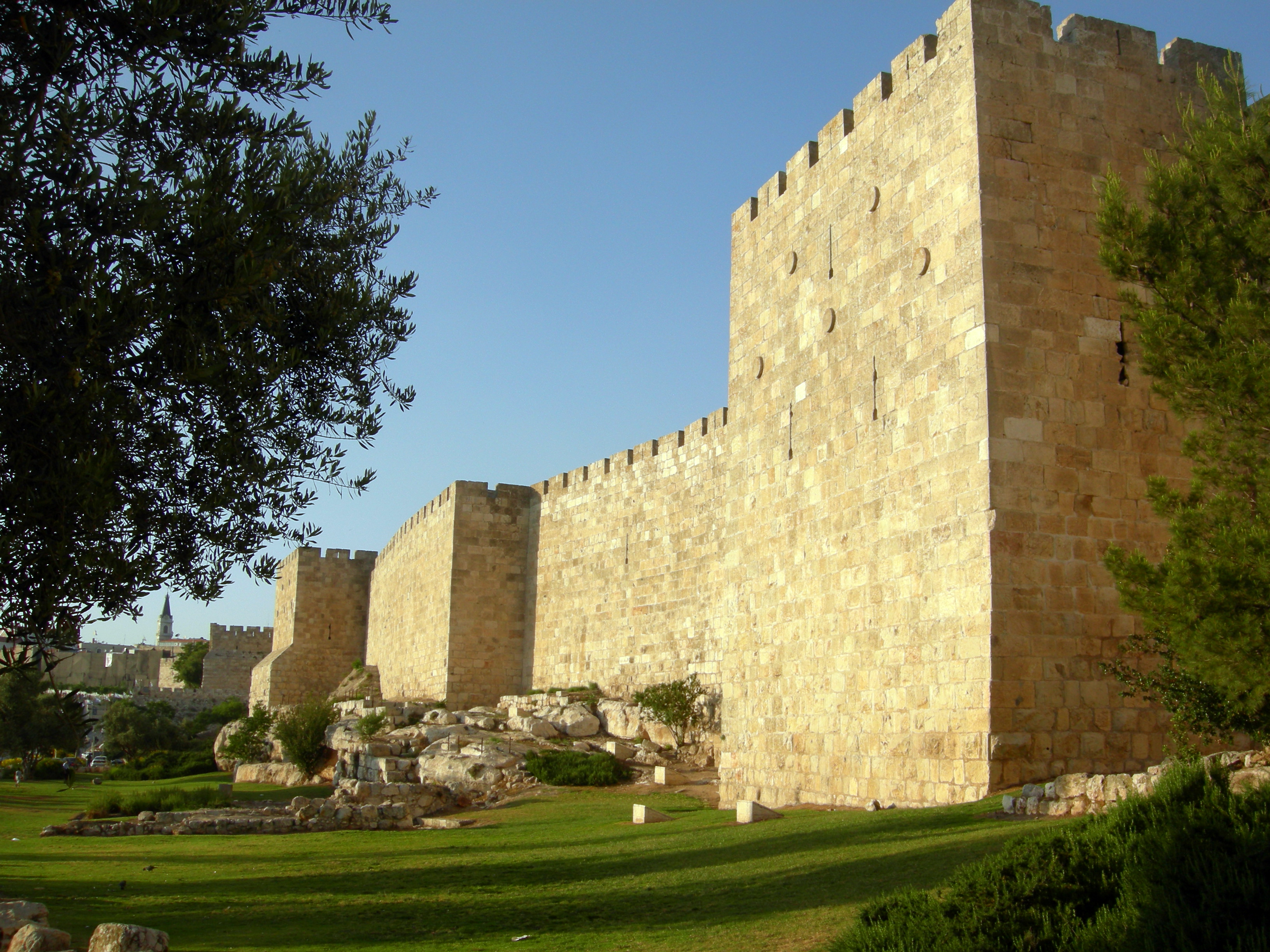
Jerusalén.

La melodía de esta canción popular israelí viene de la canción de cuna vasca Pello Joxepe, cuya melodía fue popularizada en Israel gracias al cantautor Paco Ibáñez, que la aprendió a través de la transmisión oral familiar y se la enseñó a su amiga Naomi Shemer. Esta última siempre negó haber copiado la canción de su amigo, pero antes de morir admitió en una carta que la melodía de Jerusalén de oro era una copia de la canción popular vasca.
Sus versos hacen referencia a temas judíos tradicionales. 
Por ejemplo, una frase de la canción "Jerusalén de oro" aparece en el Talmud:
" Cuando se eleva tu alabanza, yo soy violín "
Esta cita también la podemos encontrar en un poema del judeoespañol Yehuda Haleví.
Los soldados israelíes supuestamente cantaron durante la Guerra de los Seis Días, la canción: "Jerusalén de Oro", al entrar en la Ciudad Vieja de Jerusalén.